# 李誕熙
李誕熙（：／ Lee Tahney，1978年11月3日—），大韓民國自由派政治人物，現任第21屆國會議員。